# Dongwana
Dongwana is een geslacht van rechtvleugeligen uit de familie krekels (Gryllidae). De wetenschappelijke naam van dit geslacht is voor het eerst geldig gepubliceerd in 2009 door Otte & Perez-Gelabert.

## Soorten
Het geslacht Dongwana  is monotypisch en omvat slechts de volgende soort:
- Dongwana taciturna (Otte & Perez-Gelabert, 2009)